# Paul Josef Nardini
Paul Josef Nardini, T.O.F. (Germersheim, 25 luglio 1821 – Pirmasens, 27 gennaio 1862), è stato un presbitero tedesco, fondatore della congregazione delle Povere francescane della Sacra Famiglia. È stato beatificato nel 2006 da papa Benedetto XVI.

## Biografia
Nato al di fuori di un matrimonio legittimo, venne cresciuto da alcuni parenti e gli venne imposto il cognome del padre adottivo.
Avviato al mestiere di calzolaio, per la sua abilità negli studi fu inviato al seminario di Spira e fu ordinato sacerdote; nel 1846 ottenne il dottorato in teologia a Monaco di Baviera. Fu rettore del seminario vescovile.
Parroco di Pirmasens, nel 1855 fondò una congregazione di terziarie francescane per il servizio alla comunità.
Morì di "tifo polmonare" nel 1862, malattia contratta nel portare l'estrema unzione ad un suo parrocchiano durante una gelida notte di gennaio.